# Wang Čchi-šan
Wang Čchi-šan (čínsky pchin-jinem Wáng Qíshān, znaky 王岐山, * 19. července 1948, Čching-tao, Šan-tung) je čínský politik, v letech 2018–2023 viceprezident Čínské lidové republiky. V letech 2003 až 2007 byl starosta Pekingu, v letech 2008 až 2013 místopředseda vlády. V letech 2012–2017 byl členem Stálého výboru politbyra a tajemníkem Ústřední komise pro kontrolu disciplíny.

## Život
Wang Čchi-šan se narodil ve městě Čching-tao v provincii Šan-tung, jeho rodina však pocházela z provincie Šan-si. Po vystudování střední školy pracoval v době kulturní revoluce jako zemědělec v Jen-anu. Od roku 1971 byl zaměstnán v místním muzeu. V letech 1973 až 1976 vystudoval historii na Severozápadní univerzitě v Si-anu, během studií se seznámil se svou pozdější manželkou Jao Ming-šan, dcerou vysokého funkcionáře. I po vystudování univerzity pracoval v muzeu, od roku 1979 v Čínské akademii sociálních věd, později ve výzkumných ústavech Komunistické strany Číny zaměřených na vývoj venkova. V letech 1994 až 1997 vedl China Construction Bank. Jeho manželství je bezdětné.

## Politická kariéra
Do komunistické strany vstoupil v roce 1983 (tedy až ve svých 35 letech) a postupně stoupal ve stranické hierarchii. Jeho tchán Jao I-lin byl tou dobou místopředsedou čínské vlády. V letech 2003 až 2007 byl starostou Pekingu, podílel se mj. na pořádání olympijských her. V letech 2008 až 2013 byl místopředsedou čínské vlády zodpovědným za finance a obchod.
V letech 2012–2017 byl členem Stálého výboru politbyra a tajemníkem obávané protikorupční Ústřední komise pro kontrolu disciplíny.
17. března 2018 byl zvolen viceprezidentem Číny, funkci vykonával pět let do března 2023.